# Extravagantes Joannis Papae XXII
Extravagantes Joannis Papae XXII (pol. Ekstrawaganty Jana XXII od łac.
ekstra 'poza czymś' i vagans dpn. vagantis 'wędrujący') – zbiór prawa kanonicznego sporządzony przez francuskiego kanonistę Jana Chappuis wydany po raz pierwszy w 1500 roku. Został włączony do Corpus Iuris Canonici.

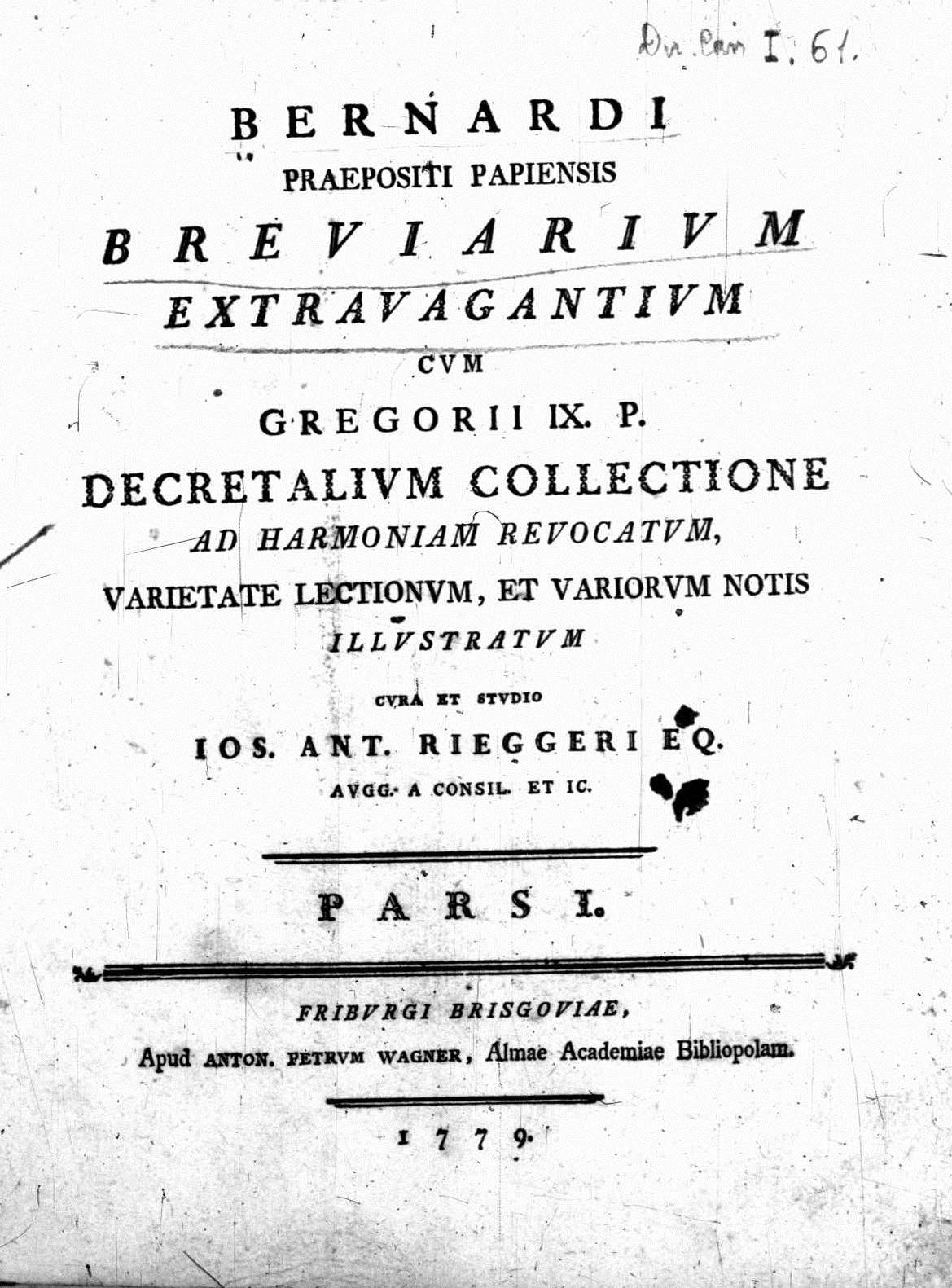
Bernardus Papiensis, Breviarium extravagantium, 1779

Początkowo zbiór składał się z trzech dekretałów Jana XXII z 1317 r. w sprawie rezerwacji papieskich. Następnie Wilhelm de Monte Lauduno, benedyktyn, napisał glosę. Po dołączeniu następnych 17 dekretałów Jana XXII, całość opracowana została w 1325 r. przez Zenzelinusa de Cassanis, profesora prawa kanonicznego w Montpellier.
Jan Chappuis włączył dekretały Jana XXII do paryskiego wydania zbiorów prawa kanonicznego z 1500 roku uprzednio je opracowując. Podzielił je na 14 tytułów i 20 capitula. Późniejsze wydania zbiorów prawa kanonicznego zawierały tekst w takiej postaci.